# Ojedo
Ojedo es una localidad del municipio de Cillorigo de Liébana (Cantabria, España).
En el año 2021 contaba con una población de 647 habitantes (INE), siendo la entidad más poblada del municipio. Se encuentra a 320 metros de altitud sobre el nivel del mar, y dista kilómetro y medio de Tama, la capital municipal, y más cerca aún de Potes, centro de la comarca de Liébana. Pertenece al «Concejo de San Sebastián».

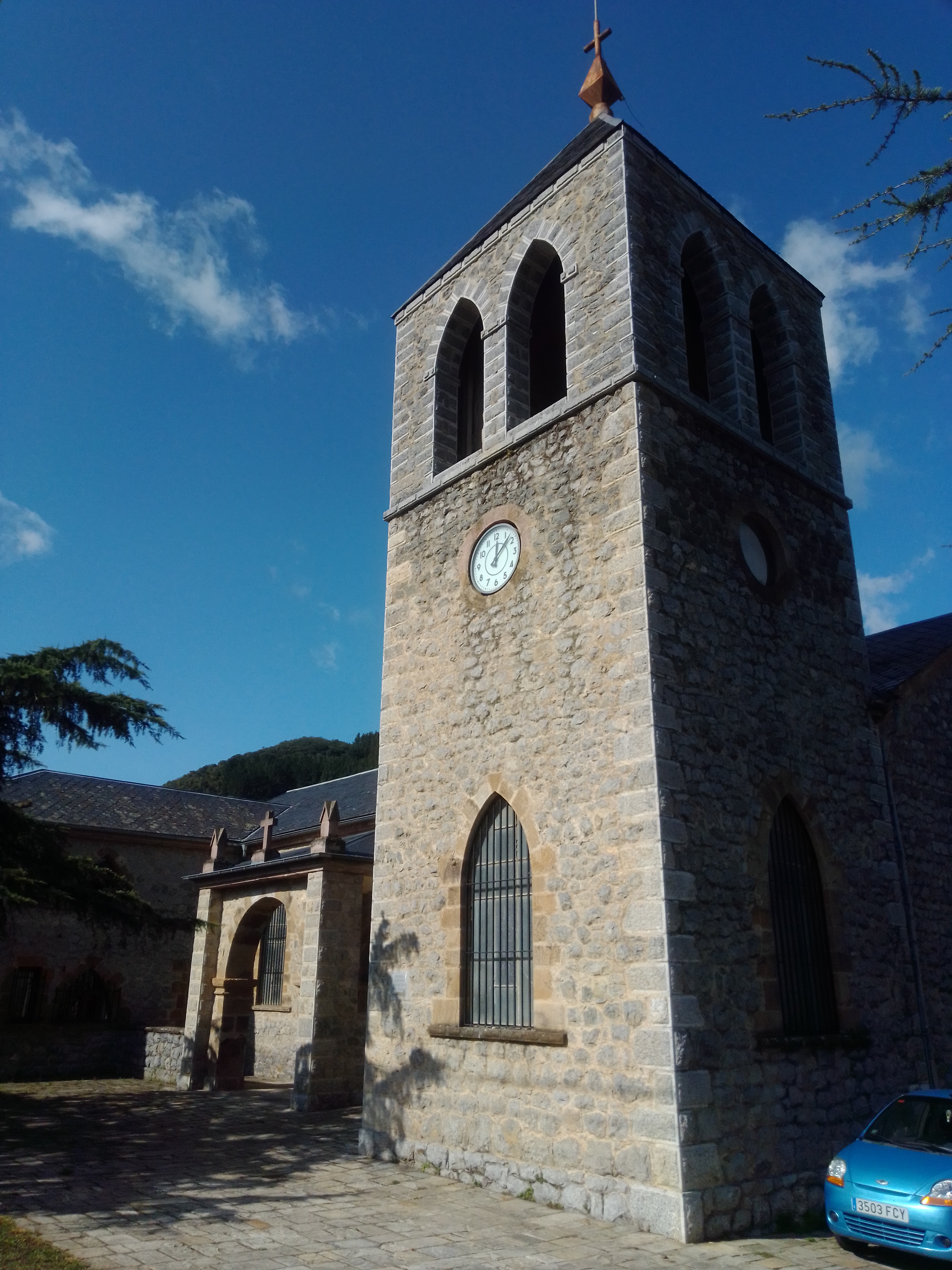
Iglesia de San Sebastián

De su patrimonio destaca la iglesia parroquial, que conserva una puerta románica del siglo XII o XIII. Desde Ojedo se puede subir hasta la ermita de San Tirso. Subiendo por el barrio de Casillas hasta el monte del mismo nombre, a unos diez minutos por la pista, se encuentra un árbol singular, el castaño llamado «La Narezona». Se puede continuar hasta Cahecho (Cabezón de Liébana). La travesía también puede hacerse a la inversa: Cahecho-Ojedo, en descenso.